# Gustav Fischer (Reiter)
Gustav Fischer (* 8. November 1915 in Meisterschwanden; † 22. November 1990) war ein Schweizer Dressurreiter, der von 1952 bis 1968 bei fünf Olympiastarts drei Silber- und zwei Bronzemedaillen gewann. Nach dem Leichtathleten Paul Martin in den 1920er und 1930er Jahren waren Fischer und sein Mannschaftskollege Henri Chammartin der zweite und dritte Schweizer, die an fünf Olympischen Spielen teilnahmen.

## Karriere
Bei den Olympischen Spielen 1952 in Helsinki ritt Fischer auf Soliman. Die beiden belegten im Einzelwettbewerb den achten Platz; zusammen mit Henri Chammartin und Gottfried Trachsel gewann er die Silbermedaille hinter der schwedischen Equipe und vor der Equipe aus der Bundesrepublik Deutschland. Vier Jahre später bei den Olympischen Reiterspielen in Stockholm erreichte Fischer auf Vasello in der Einzelwertung den zehnten Platz, zusammen mit Chammartin und Trachsel gewann er Bronze hinter den schwedischen Gastgebern und der deutschen Equipe.
Bei den Olympischen Spielen 1960 in Rom wurde kein Mannschaftswettbewerb ausgetragen. Fischer trat auf Wald an und erhielt die Silbermedaille hinter Sergei Filatow aus der Sowjetunion und vor Josef Neckermann aus der Bundesrepublik Deutschland. 1964 in Tokio siegte Chammartin in der Einzelwertung mit einem Punkt Vorsprung vor dem Deutschen Harry Boldt; 17 Punkte dahinter entschied sich der Kampf um die Bronzemedaille ebenso knapp, Sergei Filatow lag einen Punkt vor Gustav Fischer, der auf Wald 56 Punkte Vorsprung vor dem fünftplatzierten Neckermann hatte. In der Mannschaftswertung siegten die drei deutschen Reiter vor der Schweizer Equipe mit Chammartin, Fischer und der jungen Marianne Gossweiler. 
1965 fand in Kopenhagen die erste offizielle Europameisterschaft statt. Wie in Tokio gewann die deutsche Equipe vor den Schweizern, beide Teams traten in der gleichen Besetzung wie bei den Olympischen Spielen 1964 an. Auch bei der ersten Weltmeisterschaft in Bern 1966 kam es zu einem Zweikampf zwischen Schweizern und Deutschen. Nachdem Neckermann, Boldt und Reiner Klimke in der Einzelwertung alle drei Medaillen gewonnen hatten, siegten sie auch in der Mannschaftswertung vor Chammartin, Fischer und Gossweiler. Fischer fehlte in der Schweizer Equipe, die bei der Europameisterschaft 1967 mit Chammartin, Gossweiler und Hansrüdi Thomi die Bronzemedaille gewann. Aber bei den Olympischen Spielen 1968 in Mexiko-Stadt bildeten wieder Chammartin, Gossweiler und Fischer die Schweizer Equipe. Hinter der deutschen und der sowjetischen Equipe gewannen die Schweizer die Bronzemedaille; in der Einzelwertung wurden Fischer und Wald noch einmal Siebte.